# Britse Maagdeneilanden op de Olympische Zomerspelen 2020
De Britse Maagdeneilanden namen deel aan de Olympische Zomerspelen 2020 in Tokio, Japan. De selectie bestond uit 2 atleten, actief in 2 verschillende disciplines. De atleten wisten geen medailles te behalen.

## Atleten
Hieronder volgt een overzicht van de atleten die zich kwalificeerden voor deelname aan de Olympische Zomerspelen 2020.
| sport    | mannen | vrouwen | totaal |
| -------- | ------ | ------- | ------ |
| Atletiek | 1      | 1       | 2      |
| Zwemmen  | 0      | 1       | 1      |
| totaal   | 1      | 2       | 3      |

## Sporten

### Atletiek
Mannen
Loopnummers
| atleet         | onderdeel    | series | series | kwartfinale | kwartfinale | halve finale | halve finale | finale   | finale |
| atleet         | onderdeel    | tijd   | rang   | tijd        | rang        | tijd         | rang         | tijd     | rang   |
| -------------- | ------------ | ------ | ------ | ----------- | ----------- | ------------ | ------------ | -------- | ------ |
| Kyron McMaster | 400 m horden | 48,79  | 1 Q    | n.v.t.      | n.v.t.      | 48,26        | 1 Q          | 47,08 NR | 4      |

Vrouwen
Technische nummers
| atlete         | onderdeel   | kwalificaties | kwalificaties | finale  | finale |
| atlete         | onderdeel   | afstand       | rang          | afstand | rang   |
| -------------- | ----------- | ------------- | ------------- | ------- | ------ |
| Chantel Malone | verspringen | 6,82          | 5 Q           | 6,50    | 12     |

### Zwemmen
Vrouwen
| atlete        | onderdeel       | series | series | halve finale   | halve finale   | finale         | finale         |
| atlete        | onderdeel       | tijd   | rang   | tijd           | rang           | tijd           | rang           |
| ------------- | --------------- | ------ | ------ | -------------- | -------------- | -------------- | -------------- |
| Elinah Philip | 50 m vrije slag | 25,74  | 34     | niet geplaatst | niet geplaatst | niet geplaatst | niet geplaatst |